# Павловка (Думиничский район)
Павловка — деревня в Думиничском районе Калужской области России.

## История
Впервые Павловка упоминается в «Списке населенных мест Калужской губернии» 1859 г. по Жиздринскому уезду: «Павловка (Кобылятинка) при ручье Бурковке и речке Смородинке, 15 дворов, 80 душ обоего пола». Помещиками числились А. П. и А. П. Ильины.

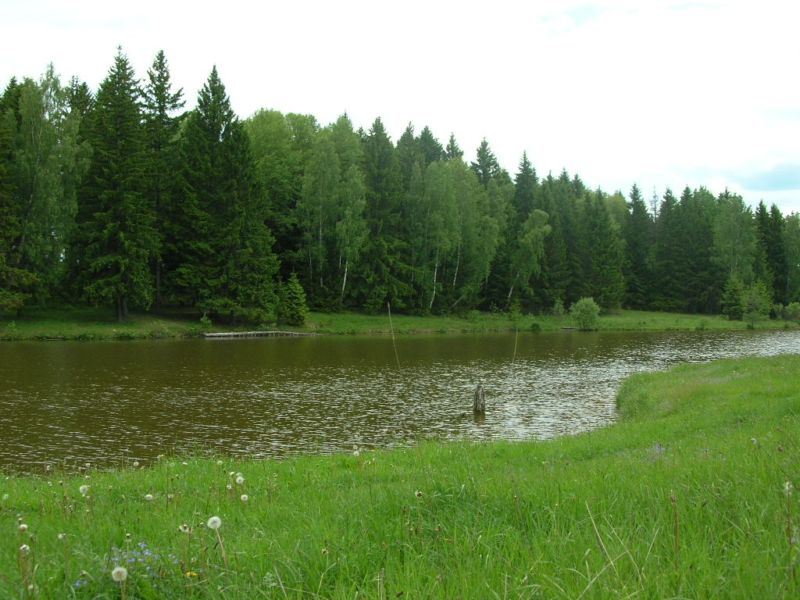
Пруд в Павловке

Братская могила

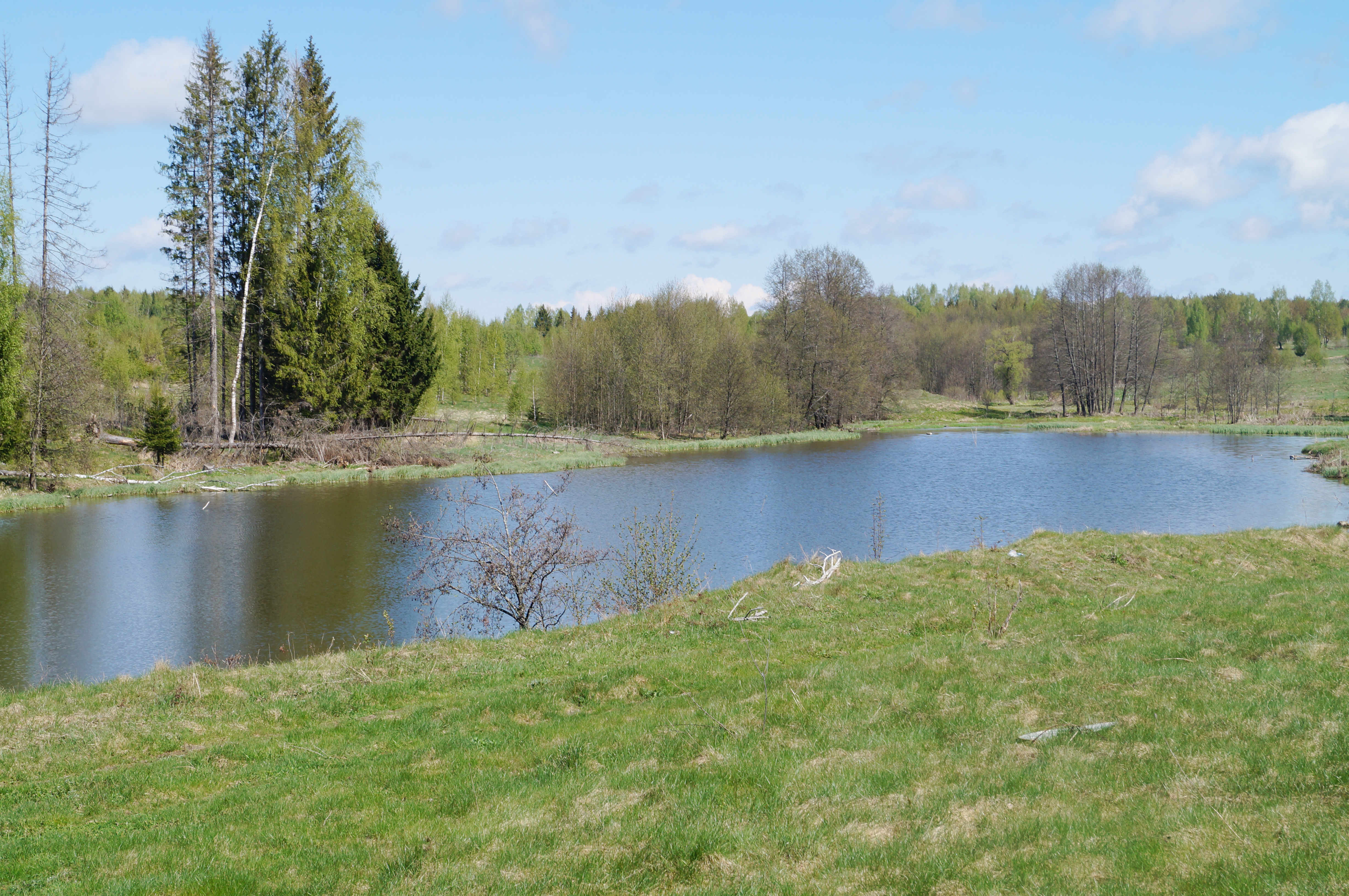
Пруд, 2017 г.

С 1861 г. в составе Которской волости. Основным занятием местных жителей была добыча железной руды для Людиновского, Ивано-Сергиевского и Хотьковского заводов.
В 1914 г. население Павловки составляло 160 человек.
Перед войной, в 1940-м, в Павловке насчитывалось 48 дворов. Местный колхоз назывался «Красный металлист».
Во время войны Павловка была занята фашистами 5 октября 1941-го, освобождена в феврале 1942-го.
В 1942—1943 гг. в Павловке был медсанбат, а потом, до конца 1950-х гг. — участковая больница.

## Население
| 2002 | 2010 | 2012 |
| ---- | ---- | ---- |
| 17   | ↘15  | ↘12  |